# Shin Megami Tensei: Devil Survivor
A Shin Megami Tensei: Devil Survivor Japánban Megami Ibunroku Devil Survivor (女神異聞録デビルサバイバー) egy RPG játék, amit az Atlus adott ki Nintendo DS-re. Japánban 2009. január 15-én, Amerikában 2009. június 23-án adták ki. A karaktereket Suzuhito Yasuda rajzolta.

## Játékmenet
A Shin Megami Tensei: Devil Survivor egy japán körökre osztott RPG játék. A játékos négy embert irányíthat a harcokban. Minden embernek lehet két démona is. Amikor a játékos megüti ellenfelét (vagy fordítva) akkor a játék külső nézetből belsőbe vált. Ha az ellenfelek gyengéit támadja meg a játékos, akkor többet támadhat egyszer. Ha az összes ellenfél vagy a csapatuk vezetője meghal, akkor a kamera újra külső nézetbe vált. Ha meghal a játékos démona, akkor azt varázslattal vissza lehet hozni, vagy lehet újat venni helyette.  Ha a játékos és annak összes csapata meghal, akkor a harc után újjáélednek, de ha bizonyos helyeken hal meg, akkor vége van a játéknak.
Ha a játékos nem harcol, akkor Tokió különböző részeire mehet el. Ezeken a helyeken beszélgethetnek emberekkel, a kérdéseikre adott válasz befolyásolhatja a játék végkimenetelét. Mint a többi Megami Tensei játékban, ebben is lehet a démonokat kombinálni.

## Történet
Tokiót a Japán Védelmi Erő lezárja a démonok támadásai miatt. A főhős egy 17 éves középiskolai tanuló két barátjával Atsuro Kiharával és Yuzu Tanikawával a városban ragad.

## Szereplők
Tizenkét irányítható karakter van a játékban. A főhős döntései miatt csatlakozhatnak hozzá emberek, de akár meg is halhatnak miatta.
A játéknak hét befejezése lehet (Atsuro, Naoya, Amane, Yuzu, Gin, Haru, illetve egy hosszabb jelenettel kísért "Küldetés elbukva" befejezés a 6. napon), amint az egyik meg lett nyitva, annak az arcképe felkerül a főmenübe (kivéve az utolsót, amely nem számít önálló befejezésnek).
Főhős (主人公; Hepburn: Shujinkō)
A játék főszereplője aki egy másodikos középiskolai tanuló. A Communication Player (röviden „COMP”, egy Nintendo DS) egy multifunkciós készülék segítségével, amit Naoya módosított, fel tudja venni a kapcsolatokat a démonokkal. Amane és Naoya megnyeréseiben kiderül, hogy a főhős Ábel reinkarnációja.
Atsuro Kihara (木原 篤郎; Hepburn: Kihara Atsurō)
A főszereplő barátja és osztálytársa. Atsuro egy programozó. Van egy barátja a 10BIT cégnél. Amikor feltörte a COMPokat, akkor szabadultak el a démonok. Atsuro jön rá, hogy eredetileg Aya tudott démonokat idézni. Azt akarja, hogy az összes démont emberek irányítsák, de a játékos úgy is dönthet, hogy megöli őket.
Yuzu Tanikawa (谷川 柚子; Hepburn: Tanikawa Yuzu)
A főszereplő már általános iskolában is a barátja volt. Yuzut gyakran hívja „Yoohoo”-nak Atsuro. Yuzu rajong a D-VA-ért (egy zenekar) és Haruért (a D-VA egyik tagja). Yuzu inkább elfutna a démonok elől, minthogy harcoljon velük. Ha a játékos úgy döntött, hogy hallgat Yuzura, akkor megszökhet Tokióból.
Naoya (直哉)
A főszereplő unokatestvére. A szülei kiskorában meghaltak így a főhős szülei nevelték. Már nem él velük, Aoyamába költözött. Ő adta a főhősnek és a barátainak a COMP-okat a „Démon Idéző Program”-mal telepítve. Ő a világ egyik legjobb programozója. Amane és Naoya megnyerésében kiderül, hogy ő Káin reinkarnációja.
Keisuke Takagi (高城 圭介; Hepburn: Takagi Keisuke)
Atsuro egyik barátja. Az iskolában állandóan piszkálják. Miatta jön elő Yama, az alvilág bírája. A játékos döntései miatt Pazuzu megölheti.
Midori Komaki (小牧 翠; Hepburn: Komaki Midori)
Egy népszerű cosplayes lány. Tokióban tartózkodott a démonok támadása alatt, és most a barikádok miatt nem tud kimenni a városból. Ő is szerez egy COMP-ot. Az apja azt mondta neki, hogy mindig védje meg az embereket, és mindig higgyen magában, még ha senki más nem is hisz benne. A főhős és csapata menti meg, majd ő is csatlakozik hozzájuk.
Eiji Kamiya (神谷 詠司; Hepburn: Kamiya Eiji)
A Gin tulajdonosa. Azon aggódik, hogy miután Tokió helyreállt, nem fogja tudni kinyitni a boltját. Ayával randizott volna fél évvel ezelőtt, de eltűnt. A játékos döntései miatt Amane csapdájába eshet, aki megöli.
Mari Mochizuki (望月 麻里; Hepburn: Mochizuki Mari)
Atsuro privát tanára. Kaido régi barátja, akinek testvérébe szerelmes. Kresnik csapdájába esik, aki ellopja a táskáját (információk vannak benne egy Kudlak nevű démonról), de a főhős és csapata megmenti őt. A játékos döntései miatt a táskáját visszakaphatja, és legyőzhetik Kudlakot is. Később csatlakozik a játékos csapatába.
Tadashi Nikaido (二階堂 征志; Hepburn: Nikaidō Tadashi)
A „Shibuya Daemons” 19 éves vezetője. Beceneve: Kaido. Eredetileg a testvére volt a vezető, de őt megölték. A démonokon áll bosszút testvére haláláért. A játékos csapatával megidézik Pazuzut, a szél királyát. A játékos döntései miatt megölheti Keisukét vagy segíthet Marinak.
Misaki Izuna (飯綱 ミサキ; Hepburn: Izuna Misaki)
Egy katonatiszt, aki nem hagyhatja, hogy bárki is kimenjen a városból. A főhős és barátainak hála, ő is megtanul bánni a démonokkal, és csatlakozhat is hozzájuk.
Amane Kuzuryu (九頭竜 天音; Hepburn: Kuzuryū Amane)
Egy tizenhat éves lány. A főhős és barátai a temetőben találkoznak vele, mielőtt Tokiót lezárták volna. Az apja egy Jezebel nevű démont zárt Amane testébe. Amane győzte le Jikokut, aki egy a négy deva közül. A főhőstől kér segítséget, hogy megakadályozza apját abban, hogy megidézze Belberithet. A játékos döntései miatt a főszereplő legyőzheti Jezebelt, ezzel pedig Amane csatlakozik hozzájuk.
Black Frost ()
Egy Jack Frost akit Midori legyőzött, de megtanulta a „szerelem erejét”. Több ember támad rá. A játékos segíthet Black Frostnak, aki ezzel csatlakozik a csapathoz.
Yoshino Harusawa (春沢 芳野; Hepburn: Harusawa Yoshino)
A D-Va énekese. Beceneve: Haru. Ő is tud démonokat idézni. Úgy érzi, hogy a démonok az ő hibája miatt támadják meg Tokiót. Ez igaz is, mivel az éneke miatt támadtak rá a városra. Haru és Atsuro elpusztíthatja az összes démont.
Yasuyuki Honda (本多 保行; Hepburn: Honda Yasuyuki)
Tokióban ragadt, de sürgősen fiához akar menni, akit meg kell műteni. Kaidóval harcolt együtt, amíg ki nem jutott Tokióból. Ha a játékos úgy dönt, hogy megszökik a városból, akkor segít neki megmenteni a világot.
Shoji (東海林; Hepburn: Shouji)
Egy újságírónő. Gyakran használ angol szavakat is. Sokszor találkozik a főhőssel. Nem tud démonokat idézni.

## Kritikák
| Publikáció                   | Pont         |              |
| ---------------------------- | ------------ | ------------ |
| IGN                          | 8.7          |              |
| Famitsu                      | 33/40        |              |
| GameSpot                     | 9.0          |              |
| GamePro                      | 3.5          |              |
| GameZone                     | 8.7/10       |              |
| Átfogó cikket közlő weboldal | Összpontszám | Összpontszám |
| Metacritic                   | 84           |              |
| GameRankings                 | 84,48%       |              |

A japán Famitsu magazin 33/40-es értékelést adott a játékra. A Gamespot 9/10-et.

## Külső hivatkozások
- Hivatalos angol weboldal